# ليون إسحاق كينيدي
ليون إسحاق كينيدي (بالإنجليزية: Leon Isaac Kennedy)‏ هو ممثل أمريكي، ولد في 1949 في كليفلاند في الولايات المتحدة.

## وصلات خارجية
- ليون إسحاق كينيدي على موقع IMDb (الإنجليزية)
- ليون إسحاق كينيدي على موقع إن إن دي بي (الإنجليزية)
- ليون إسحاق كينيدي على موقع قاعدة بيانات الفيلم (الإنجليزية)